# Maransis schulthessi
Maransis schulthessi är en insektsart som först beskrevs av Carl 1913.  Maransis schulthessi ingår i släktet Maransis och familjen Diapheromeridae. Inga underarter finns listade i Catalogue of Life.